# 学校法人創真総合技術学園
学校法人創真総合技術学園（がっこうほうじんそうしんそうごうぎじゅつがくえん）とは、「近畿測量専門学校」と「日本写真映像専門学校」を運営する学校法人である。

## 沿革
- 1956年　日本写真専門学校創立
- 1969年　測量学科測量学部設立
- 1976年　測量学科が近畿測量専門学校として独立
- 1980年　東住吉区矢田に近畿測量専門学校、矢田校舎が完成
- 2007年　矢田校舎に日本写真映像専門学校が移転

## 法人所在地
- 〒540-0018 大阪市中央区粉川町2-9

## 運営事務局所在地
- 〒546-0023 大阪市東住吉区矢田1-5-9